# بابار غنج
قرية بابار غنج، هي إحدى قرى مقاطعة سارلاهي التابعة لمديرية جاناكبور الواقعة في جنوب شرق النيبال وفقًا لتعداد عام 1991 بلغ عدد سكانها 7405 نسمة والأسر 1353 أسرة.